# 圭涅斯
圭涅斯（西班牙語：Güeñes）是西班牙巴斯克自治区比斯开省的一个市镇。总面积41平方公里，总人口5831人（2001年），人口密度142人/平方公里。